# سیارک ۱۲۱۷۱
سیارک ۱۲۱۷۱ (به انگلیسی: 12171 Johannink، نامگذاری:2382T-3)۱۲۱۷۱مین سیارک کشف شده‌است که در ۱۶ اکتبر ۱۹۷۷ کشف شد.